# Konjsko (Karlobag)
Konjsko falu Horvátországban, Lika-Zengg megyében. Közigazgatásilag Karlobaghoz tartozik.

## Fekvése
Zenggtől légvonalban 56 km-re, közúton 78 km-re délkeletre, Karlobagtól légvonalban 6 km-re, közúton 14 km-re délkeletre a Velebit-hegységben a 25-ös számú főúttól délre fekszik.

## Története
1857-ben 264, 1910-ben 220 lakosa volt. A trianoni békeszerződésig Lika-Korbava vármegye Gospići járásához tartozott. Ezt követően előbb a Szerb-Horvát-Szlovén Királyság, majd Jugoszlávia része lett. A településnek 2011-ben már nem volt állandó lakossága.

## Lakosság
| Lakosság változása | Lakosság változása | Lakosság változása | Lakosság változása | Lakosság változása | Lakosság változása | Lakosság változása | Lakosság változása | Lakosság változása | Lakosság változása | Lakosság változása | Lakosság változása | Lakosság változása | Lakosság változása | Lakosság változása | Lakosság változása |
| ------------------ | ------------------ | ------------------ | ------------------ | ------------------ | ------------------ | ------------------ | ------------------ | ------------------ | ------------------ | ------------------ | ------------------ | ------------------ | ------------------ | ------------------ | ------------------ |
| 1857               | 1869               | 1880               | 1890               | 1900               | 1910               | 1921               | 1931               | 1948               | 1953               | 1961               | 1971               | 1981               | 1991               | 2001               | 2011               |
| 264                | 327                | 303                | 186                | 222                | 220                | 305                | 142                | 95                 | 78                 | 55                 | 28                 | 12                 | 10                 | 7                  | 0                  |